# Léa Garcia
Léa Garcia (Río de Janeiro, 11 de marzo de 1933-Gramado, 15 de agosto de 2023) fue una actriz brasileña. Es conocida por sus numerosos papeles en televisión y cine. Su papel más destacado fue el de Serafina, la prima de Eurídice, en la película Orfeo negro, ganadora de un Óscar.
Garcia falleció el 15 de agosto de 2023 a los 90 años, de un infarto agudo de miocardio en Gramado.

## Televisión
| - 1969 Acorrentados - Irmã Serafina - 1971 Minha Doce Namorada - 1971 O Homem que Deve Morrer - Luana - 1972 Meu Primeiro Baile (Caso Especial) - 1972 Selva de Pedra - Elza - 1973 Os Ossos do Barão - 1974 Feliz na Ilusão (Caso Especial) - 1974 Fogo Sobre Terra - Lana - 1975 A Moreninha - Duda - 1976 Escrava Isaura - Rosa - 1978 Maria, Maria - Rita - 1980 Marina - Leila - 1983 Bandidos da Falange - Gladys - 1986 Dona Beija - Flaviana - 1987 Helena - Chica - 1988 Abolição - 1989 Pacto de Sangue - Rute | - 1990 Desejo - Mariana - 1990 Araponga - Mundica - 1993 Agosto - Sebastiana - 1994 A Viagem - Natália - 1995 Tocaia Grande - 1996 O Campeão - 1996 Xica da Silva - Bastiana - 1997 Anjo Mau - Cida - 1999 Suave Veneno - Selma - 1996 Retrato em Preto e Branco - 1996 O Professor - 1999 Juízo Final - Você Decide - 2001 O Clone - Lola - 2006 Cidadão Brasileiro - Dadá - 2007 Luz do Sol - Edite (Babá) |

## Cine
| - 1959 Orfeo negro - Serafina - 1960 Os Bandeirantes - Herminia - 1963 Ganga Zumba - Cipriana - 1964 Santo Módico - 1969 Em Compasso de Espera - Zefa - 1974 O Forte - 1976 Feminino Plural - 1977 Ladrões de Cinema - 1978 A Noiva da Cidade - 1978 A Deusa Negra - 1984 Quilombo | - 1998 Cruz e Sousa - O Poeta do Desterro - Carolina - 1999 Orfeu - Mãe de Maicol - 2002 Viva Sapato! - 2005 Vinícius - 2005 As Filhas do Vento (Daughters of the Wind) - Jú - 2006 Memórias da Chibata - 35mm - Avó de Juca - 2006 Nzing - 2006 Mulheres do Brasil - Eunice - 2006 The Greatest Love of All - Zezé - 2006 Memorias da Chibata - Zeelândia |